# Vanna Busoni
Vanna Olga Busoni (Sarzana, 25 agosto 1939) è un'attrice e doppiatrice italiana.
Figlia dell'attore e doppiatore Manlio Busoni, è socia in esclusiva della CVD come doppiatrice dal 1980.

## Biografia
Ha recitato nel 1976 in La casa dalle finestre che ridono dove interpreta il ruolo di un'insegnante. Ha partecipato anche a molti spettacoli di teatro. Si è poi impegnata principalmente nel doppiaggio, dove ha prestato la voce ad Hunter Tylo (Taylor Hayes) nella soap opera Beautiful.

## Filmografia

### Cinema
- La casa dalle finestre che ridono, regia di Pupi Avati (1976)

### Televisione
- Il cane dell'ortolano, regia di Guglielmo Morandi – film TV (1962)
- Una tragedia americana, regia di Anton Giulio Majano – miniserie TV (1962)
- Centostorie – serie TV, 1 episodio (1962-1973)

## Doppiaggio

### Cinema
- Joan Allen in Face/Off - Due facce di un assassino
- Frances McDormand in Schegge di paura
- Holland Taylor in Tentazioni d'amore
- Phyllis George in Ti presento i miei
- Kathy Fannon ne La signora ammazzatutti
- Juliet Mills in Un amore speciale
- Lorraine Toussaint in Pensieri pericolosi
- Julie Kavner in Hannah e le sue sorelle
- Kate Nelligan in Ombre e nebbia
- Barbara Hershey in I diffidenti
- Glynis Johns in Superstar
- Carrie Fisher in Austin Powers - Il controspione
- Elisabeth Brooks ne L'ululato
- Madeleine Marion in Cyrano de Bergerac
- Dorothy Fielding in Ammazzavampiri
- Johanne-Marie Tremblay ne Le invasioni barbariche
- Stéphane Audran ne Il nido del ragno
- Rosemary DeCamp ne Il libro della giungla (ridoppiaggio)
- Jade Valour ne Il drago invisibile
- Sorceress ne Il segreto della spada